# پرندگان زندان (فیلم ۲۰۱۵)
پرندگان زندان (به انگلیسی: Jailbirds) و (به فرانسوی: La Taularde) فیلمی محصول سال ۲۰۱۵ و به کارگردانی آدری استروگواست. در این فیلم بازیگرانی همچون سوفی مارسو، سوزان کلمنت، آن لو نی، کارول فرانک، ماری دنارنائود، پائولین بورله، آلیس بلایدی، ژولی گایه و نیکلاس گب ایفای نقش کرده‌اند.